# Корец, Моисей Абрамович
Моисей Абрамович Корец (12 октября 1908, Севастополь — 19 февраля 1984, Москва) — советский физик, популяризатор физики.

## Биография
Родился в семье часовщика Абрама Моисеевича (Аврума-Ицко Мошковича) Кореца, детство провел в Севастополе и в Симферополе. В 16 лет поехал учиться в Москву, там работал переплётчиком, кондитером, грузчиком. В 1927 году поступил в Московский индустриально-педагогический институт имени К. Либкнехта, в 1929 перешёл на физико-механический факультет Ленинградского политехнического института.
Там Корец слушал лекции таких преподавателей физики, как Л. Д. Ландау и М. П. Бронштейн. Будучи на 4-м курсе (1932 год), М. А. Корец заведовал кафедрой физики в Комвузе им. Сталина, который размещался в бывшем Таврическом дворце. После окончания Политехнического института работал заместителем декана физико-механического факультета Уральского индустриального института имени С. М. Кирова в городе Свердловске.

## УФТИ
13 марта 1935 года по приглашению Л. Д. Ландау приехал в Харьков, где занял должность инженера теоретического отдела Украинского физико-технического института (УФТИ) и, по совместительству, ассистента Ландау в Харьковском университете (ХГУХГУ). В этот период Корец, по словам Ландау, «успел проявить себя как способный молодой физик-теоретик».
Ландау ставит широкие задачи развития физики в Советском Союзе, начиная от преподавания в школе до создания в Харькове мирового центра по изучению теоретической физики. Корец становится его «ближайшим сотрудником и помощником». Летом 1935 года Ландау с Корецом ездят по школам Харьковской области с проверкой уровня образования. Вместе они пишут статью, озаглавленную «Буржуазия и современная физика», и отвозят её главному редактору «Известий» Бухарину. Статья была опубликована 23 ноября 1935 года.
В самом УФТИ позиция Ландау встречает сопротивление в лице директора УФТИ Давидовича и Пятигорского, ученика Ландау. В результате этой борьбы 14 ноября 1935 года Кореца исключают из УФТИ с формулировкой «за сокрытие социального происхождения», а 28 ноября 1935 года он арестован УНКВД по Харьковской области по обвинению в агитации за срыв оборонных заказов (т. н. «дело УФТИ»). 31 декабря 1935 года Л. Д. Ландау направил письмо начальнику НКВД Украины В. А. Балицкому в защиту Кореца. Решением суда от 26 февраля 1936 приговорён к 1,5 годам заключения. Видимо, в результате обращений сотрудников УФТИ в ЦК и НКТП решением спецколлегии Верховного Суда УССР 7 апреля 1936 приговор был отменён и дело возвращено для нового рассмотрения. Корец был освобожден. 13 мая 1936 спецкомиссия Харьковского областного суда послала дело на доследование, 25 июля 1936 года решением нач. 4-го отделения СПО ХОУ НКВД дело № 7771 было прекращено в связи с недостатком материалов обвинения.

## Москва
В феврале 1937 года Корец вслед за Ландау переезжает в Москву. Работал на кафедре физики МГПИ имени Бубнова и в научно-популярном журнале «Техника молодежи».
В апреле 1938 года Корец вместе с Ландау пишет листовку, призывающую к борьбе против сталинского режима. Корец передает её Павлу Когану, который от имени группы студентов ИФЛИ взял на себя распространение листовки по почте перед первомайскими праздниками. 27 апреля 1938 года Корец, Ландау и Румер, сотрудник Ландау по московскому Институту физических проблем, были арестованы. Во время следствия Корец «сидел в Лефортовской тюрьме, подвергался избиениям». В обвинительном заключении по делу Кореца есть обвинение в шпионаже, но по решению суда от 25 ноября 1939 года это обвинение было снято. Корец приговорен к десяти годам исправительных трудовых работ по статье 58 пп.10 и 11 УК («Пропаганда или агитация, содержащие призыв к свержению, подрыву или ослаблению Советской власти»).
Наказание отбывал в Печорлаге, около деревни Межога. В 1942 году осужден ещё на 10 лет. Среди предъявленных обвинений были высказывания Кореца в начале 1941 года о возможном нападении Германии на Советский Союз. В обвинительном заключении эти слова были расценены как сомнения в силе советского строя.
Корец был амнистирован 18 марта 1952 года, отбыв 14 лет в ИТЛ, и до 1958 года находился в ссылке, работал старшим инженером электросети на комбинате «Интауголь».
В 1956 году Ландау обращается в Центральную военную прокуратуру с письмом в защиту Кореца. Несмотря на это, по делу 1938 года в реабилитации Кореца было отказано, реабилитация состоялась лишь посмертно в 1990 году.
В 1958 году Корец был реабилитирован по делу 1942 года. Вернулся в Москву, работал в журнале «Природа», писал книги под псевдонимом Карев. Дружеские отношения Кореца с Ландау продолжались до смерти последнего в 1968 году.
В декабре 1973 году подал документы на отъезд в Израиль вместе с семьей дочери Наташи, но им было отказано по причине секретности работ зятя, физика Юрия Гольфанда.

## Листовка

### История её написания
К началу 1938 года Ландау и Корец 
пришли к выводу, что партия переродилась, что советская власть действует не в интересах трудящихся, а в интересах узкой правящей группы, что в интересах страны свержение существующего правительства и создание в СССР государства, сохраняющего колхозы и государственную собственность на предприятия, но построенную по типу буржуазно- демократических государств
Павел Коган рассказал Корецу о существовании группы студентов Московского института философии, литературы и истории, готовой к действиям. Корец вместе с Ландау составили текст листовки, которую решено было размножить на гектографе и разослать по адресам из справочника «Вся Москва». Текст листовки у Кореца взял 23 апреля Коган для её размножения и распространения. 27 апреля Корец, Ландау и Румер были арестованы.

### Причины ареста
В материалах следствия присутствуют выписки из показаний физиков УФТИ Шубникова и Розенкевича, расстрелянных в 1937 году в Харькове по обвинению в шпионаже в пользу фашистской Германии. В этих показаниях они «признают» своё участие в контрреволюционной троцкистской организации, в которую входили в том числе Ландау и Корец.
Кроме того, в материалах следствия имеется агентурное донесение от 19 апреля 1938 года:
КОРЕЦ у себя на квартире представил источника двум лицам, назвавшим себя ЛАНДАУ и РУМЕР. Источник был представлен как вновь привлеченный КОРЕЦОМ участник организации. Из бесед КОРЕЦА с источником ясно, что ЛАНДАУ и РУМЕР полностью посвящены в проводимую подготовку к выпуску антисоветских листовок.
Был и донос от 5 марта, содержащий высказывания Ландау и Румера, в которых осуждалось руководство страны.
По мению Кореца, Коган был провокатором в этой истории и действовал по заданию НКВД. Лишь этим можно объяснить, почему он не был арестован, а рукописный экземпляр листовки оказался в руках следствия. Сторонники невиновности Когана выдвигают предположение о наличии информатора среди его окружения. Подтверждением этому является наличие в руках НКВД показаний харьковских физиков, «достаточных» для ареста Ландау и Кореца.

### Ход следствия
28 апреля 1938 года, на следующий день после ареста Ландау, П. Л. Капица послал Сталину письмо, в котором просил, чтобы к делу Ландау «отнеслись очень внимательно». По-видимому, письмо возымело действие, поскольку следствие Ландау проходило во Внутренней тюрьме на Лубянке и без применения физического воздействия. Во внутренних материалах следствия написано, что Ландау «полтора месяца не допрашивали», затем он подвергался многочасовым допросам, во время допросов «замахивались, но не били», но Ландау не отвечал на вопросы следователей до 3 августа. Корец и Румер содержались во время следствия в Лефортовской тюрьме и подвергались избиениям.

В показаниях Кореца от 30 августа он берет основную вину на себя: 
Наиболее активным среди всех был я.
В допросах после 22 мая дело Кореца связывается с ещё одним ответвления дела УФТИ в дополнение к обвинениям Шубникова и Розенкевича, а именно делом Фомина и австрийского физика Вайсберга, которые были осуждены за шпионаж в пользу германской разведки.
Румер признает свою вину через день после ареста: «Я целиком и полностью признаю свою принадлежность к контрреволюционной группе физиков», перечисляя всех сколько-нибудь заметных физиков страны. Его дело рассматривается отдельно от дела Ландау и Кореца, на допросе 16 июля Румер признает себя завербованным «для целей научного шпионажа в пользу германской разведки», а в августе 1938 года отправлен в Туполевскую шарашку, где разрабатывались новые самолёты. Приговор 1940 года гласил «10 лет лишения свободы».
14 января 1939 года Корецу и Ландау предъявили обвинительное заключение, согласно которому
Корец обвинялся в том, что

- проводил шпионскую работу в пользу германской разведки
- составил текст контр-революционной листовки и участвовал в подготовке к распространению этой листовки среди населения гор. Москвы в дни первомайских торжеств 1938 г.
- завербовал в контр-революционную организацию новых участников: РУМЕРА и МАРГОЛИС

Ландау обвинялся в том, что

- являлся активным участников контр-революционных организаций среди физиков гг. Москвы и Харькова
- проводил подрывную вредительскую деятельность в области советской науки
- участвовал в составлении текста конт-революционной листовки, которую намерен был распространить среди населения г. Москвы в дни первомайских торжеств 1938 г

6 апреля 1939 года Капица написал письмо Молотову, в котором просит «ускорения дела Ландау» или хотя бы «использования головы Ландау для научной работы». Уже через день, 8 апреля состоялся новый допрос Ландау начальником следственной части НКВД Кобуловым. По итогам этого допроса Кобулов составил справку, в которой указывает, что «Ландау от всех своих показаний как от вымышленных отказался». 26 апреля Капица был приглашен в НКВД на встречу с заместителями Берии, Кобуловым и Меркуловым, где взял Ландау на поруки. 28 апреля в НКВД принимается решение: 
руководствуясь приказом тов.  Л. П. БЕРИЯ об освобождении ЛАНДАУ на поруки академика КАПИЦЫ, ...арестованного ЛАНДАУ Л. Д. из под стражи освободить,следствие в отношении его прекратить и дело его сдать в архив.
Дела Ландау и Кореца разделили и 25 ноября Корец был осужден судебным заседанием по всем пунктам обвинения, хотя Корец и отказывается от части показаний данных на следствии — по поводу шпионажа и вербовки в контрреволюционную организацию.

После кассационной жалобы Кореца с него сняли обвинение в шпионаже, но мера наказания 
к лишению свободы в ИТЛ на ДЕСЯТЬ ЛЕТ, с поражением в правах на 5 лет, без конфискации имущества за отсутствием такого у осужденного
осталась в силе.